# コンスタンツァ襲撃
コンスタンツァ襲撃（コンスタンツァしゅうげき、英語: Raid on Constanța）は1941年6月26日に行われた、ソビエト連邦の黒海艦隊によるルーマニア王国領コンスタンツァへの襲撃。第二次世界大戦の黒海の戦いにおける唯一の大規模な海戦となった。

## 背景

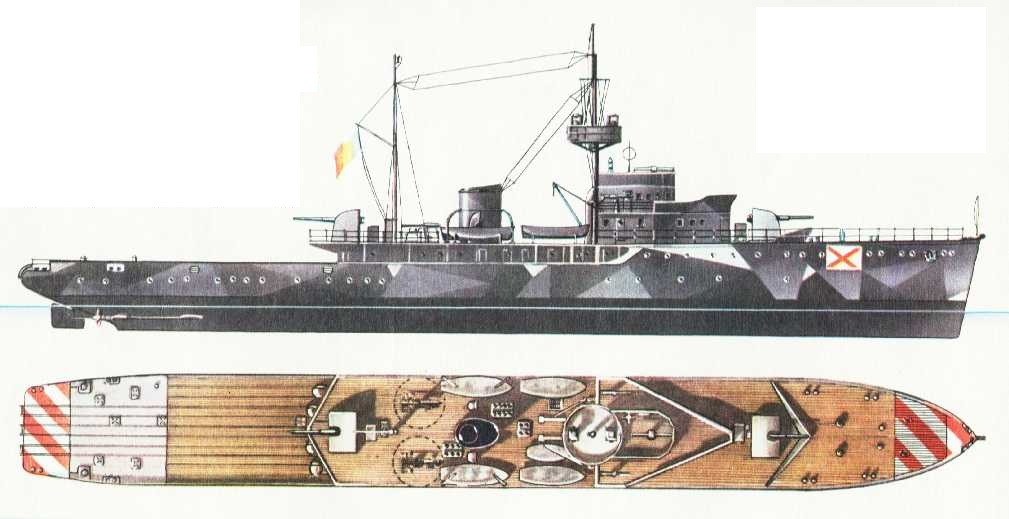
ルーマニアの機雷敷設艦「アミラル・ムルヂェスク」

1940年11月にルーマニアが日独伊三国同盟に加入した後、ドイツはルーマニアの時代遅れの沿岸警備を強化するための沿岸砲5門の建造に同意した。この沿岸砲5門にはコンスタンツァの南にある「ティルピッツ」も含まれており、ティルピッツは第一次世界大戦時期の28 cm SK L/45を3門配備したほか、それぞれ75 mmと20 mmの対空砲2門も配備した。ティルピッツは1941年4月に完成、同月に試験運転も終わると、ルーマニアにおける枢軸国の軍勢と同じく名目上ではルーマニアの管理下に置かれたが、実際はドイツ海軍の人員700人による運用だった。
1941年6月16日から19日まで、バルバロッサ作戦への準備として、ルーマニアの機雷敷設艦「アミラル・ムルヂェスク」、「レジェーレ・カロル1世（Regele Carol I）」、「アウローラ（Aurora）」はコンスタンツァを守るためにミディア岬とツズラの間に機雷を1千個敷設した。
1941年6月22日、ルーマニアはバルバロッサ作戦の一環としてベッサラビアにあるソビエトの空軍基地に攻撃、地面に留まっている多くのソビエト機を破壊した。ソビエト連邦は報復としてコンスタンツァを空襲したが、ホリャ・アガリチとルーマニア空軍に撃退された。初期の空襲が失敗したことで、フィリップ・オクチャーブリスキーは海空からコンスタンツァを攻撃することと、海上からドナウ川三角州を攻撃することを計画した。

## 襲撃

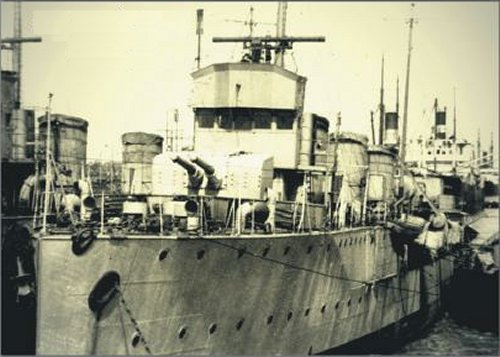
ルーマニアの嚮導駆逐艦「マラシュティ」

ソビエト連邦のレニングラード級嚮導駆逐艦「モスクワ」、「ハリコフ」は巡洋艦「ヴォロシーロフ」、ストロジェヴォイ級駆逐艦「ソオブラジーテリヌイ」、「スムィシュリョーヌイ」とほかの駆逐艦2隻の支援を受けた。また、攻撃が成功した場合の追撃に戦艦「パリジスカヤ・コンムナ」が海岸から100マイル離れたところで待機しており、ソビエト連邦のまだ残存している爆撃機も攻撃に加わった。
1941年6月26日未明、「ヴォロシーロフ」以下ソビエト軍はコンスタンツァに接近して砲撃を行い、燃料タンクや倉庫を炎上させて港口施設を損傷させた。ルーマニア潜水艦「デルフィヌル」がソビエト軍が標的であるコンスタンツァに到着する前に「ヴォロシーロフ」に気づいたためルーマニアの守備部隊である駆逐艦「レジーナ・マリーア」、嚮導駆逐艦「マラシュティ」、機雷敷設艦「アミラル・ムルヂェスク」、沿岸砲ティルピッツはすぐに反撃に移ってソビエト艦への砲撃を開始した。午前3時58分からの10分間、「モスクワ」と「ハリコフ」はその130mm砲から少なくとも砲弾350発を発射した。ルーマニアの艦艇2隻は4時12分に14マイルの距離から120mm砲で砲撃を行い、20分に「ハリコフ」に命中した。ティルピッツ砲台も22分に砲撃を開始した。「モスクワ」はルーマニアの艦艇からの砲撃で損傷、120mm砲の砲弾でメインマストを破壊された。一方の「ハリコフ」もティルピッツからの砲撃でさらに損傷を受けた。不意を突かれたソビエト軍は撤退を開始したが、ルーマニアの設置した機雷原に入ってしまい、「モスクワ」は撤退中に沈没、うち268人が死亡、69人がルーマニア軍の捕虜になった。多くの文献では沈没が機雷によるものだったとしたが、「レジーナ・マリーア」とティルピッツの砲撃、またはソビエト連邦のSC型潜水艦「Shch-206」の雷撃による同士討ちの可能性も挙げられた。「ヴォロシーロフ」は「ソオブラジーテリヌイ」のパラベーンが触発した機雷により損傷した。ルーマニア水雷艇「ヴィフォルル」と「ヴィジェリア」も「ハリコフ」を攻撃しようとしたが、ほかのソビエト艦に撃退された。ソビエト軍は戦闘中に爆撃機ツポレフ SB9機を失い、うち2機は「アミラル・ムルヂェスク」、1機は「マラシュティ」に撃墜されたものだった。残りの6機はルーマニアの対空砲である102mmアンサルド砲に撃墜された。

## その後
コンスタンツァ襲撃の失敗、およびそれに伴う黒海艦隊の損害により、ソビエト連邦のフィリップ・オクチャーブリスキーは軍艦の利用にさらに慎重になり、ソビエト海軍とルーマニア海軍が次に戦闘を行うのはオデッサの戦いの最中の8月18日のことだった。